# Per Emanuel Werming
Per Emanuel Werming (Pehr Wärming), född 10 februari 1840 i Gustav Adolfs socken, Värmland, död 20 juli 1920 i Stockholm, var en svensk arkitekt.

## Biografi
Werming utbildade sig 1860–1862 vid Slöjdskolan i Stockholm och fortsatte därefter studierna vid Kungliga Akademien för de fria konsterna fram till 1867. Han drev därefter egen verksamhet fram till 1875. Från 1879 till sin pension var han stadsbyggmästare i Stockholm.
Werming ritade åtskilliga byggnader i huvudstaden, bland annat Gasklockan vid Sabbatsberg efter reviderade ritningar av Valfrid Karlson 1884–1885 (riven 1970), gymnastikhus vid Katarina västra skola 1881, Sankt Görans sjukhus 1888, de båda tvillingbyggnaderna Norra Real och Södra Latin  1888–1891, Stockholms Epidemisjukhus 1893 samt Stockholms stads arbetsinrättning, 1902. Utanför staden har han bland annat ritat Byske, Själevads kyrkor. Werming var även verksam som konstnär och har utfört målningar i akvarell.

## Bildgalleri

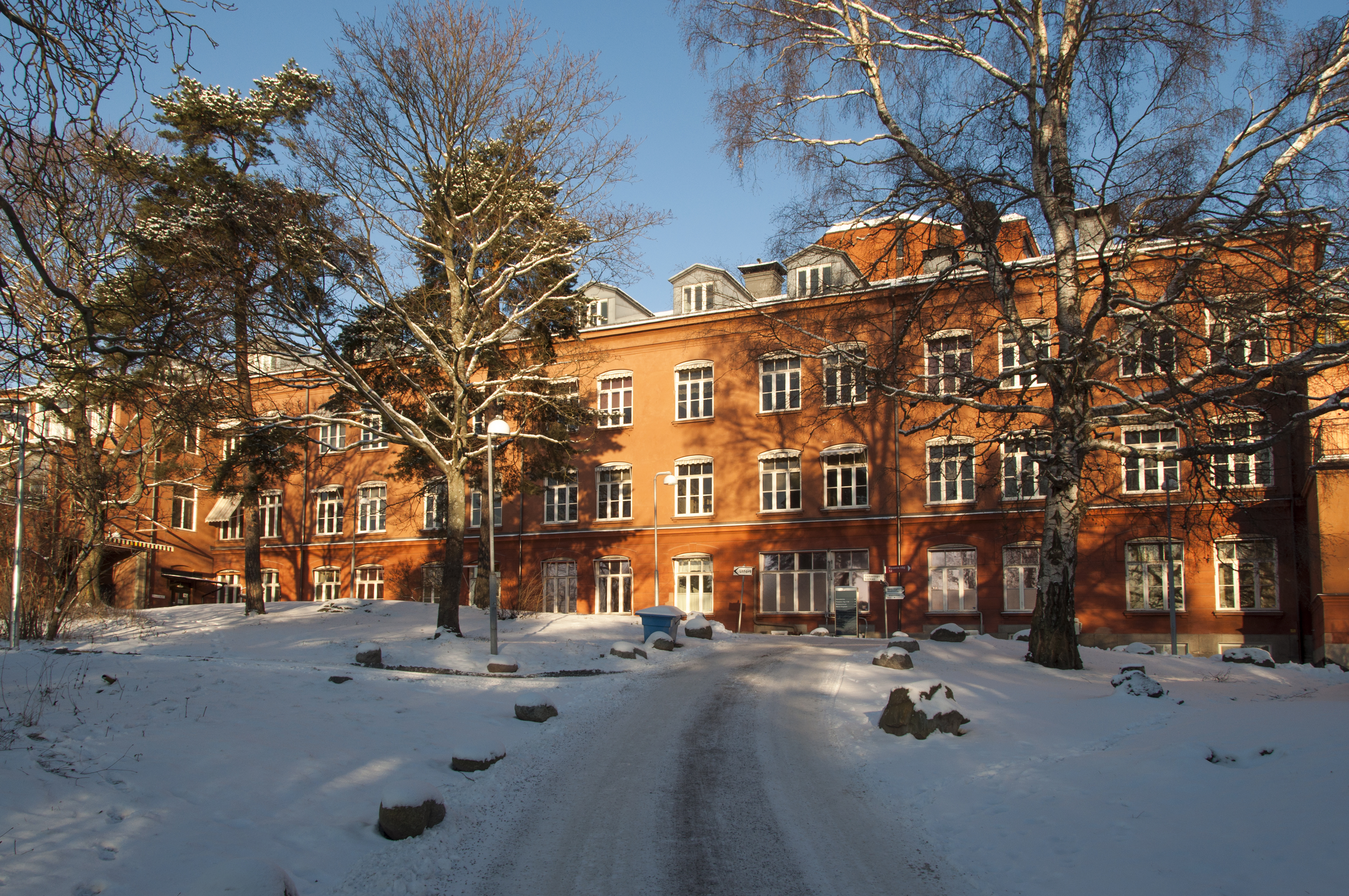
Tuberkolosavdelning vid Sankt Görans sjukhus
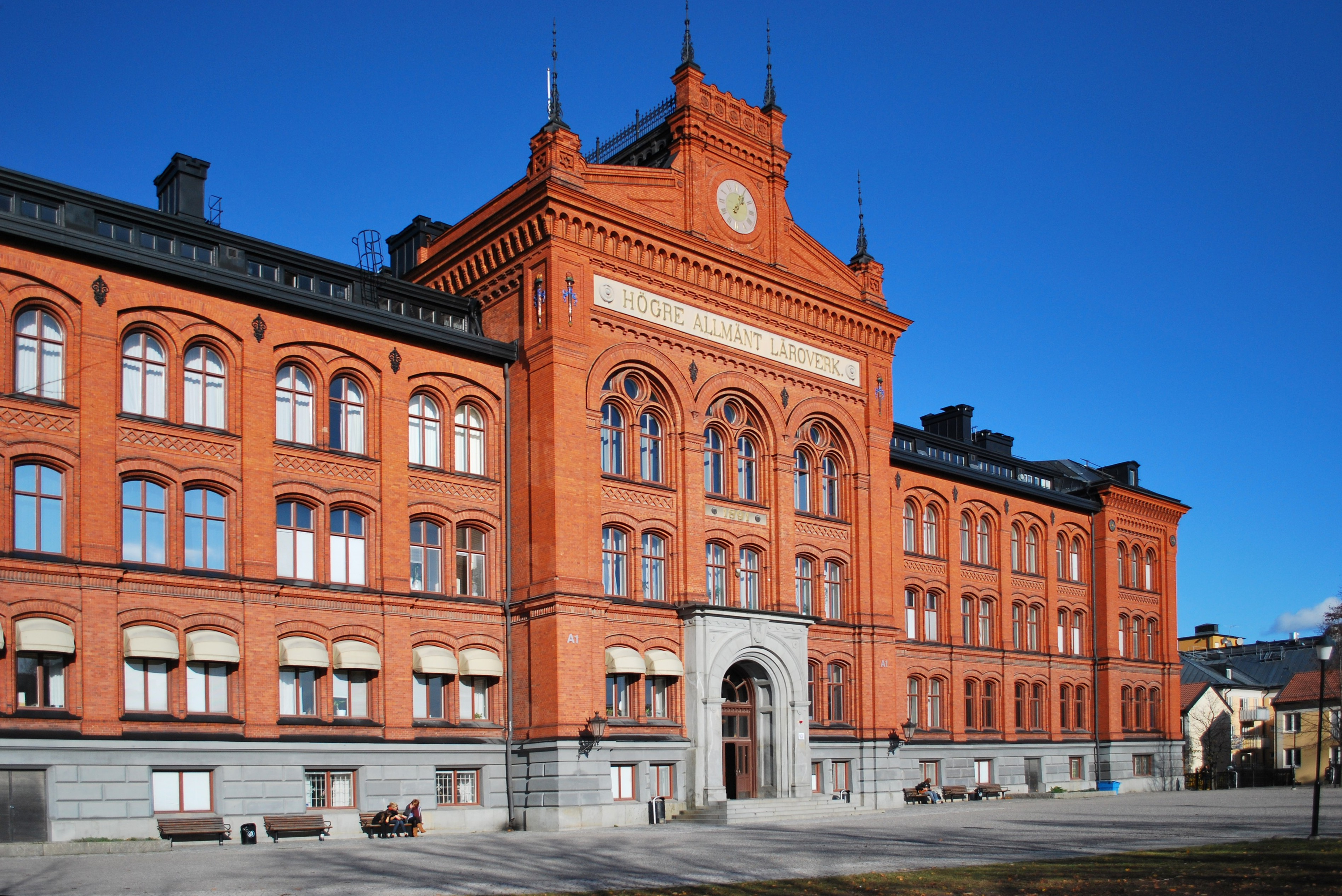
Södra latin
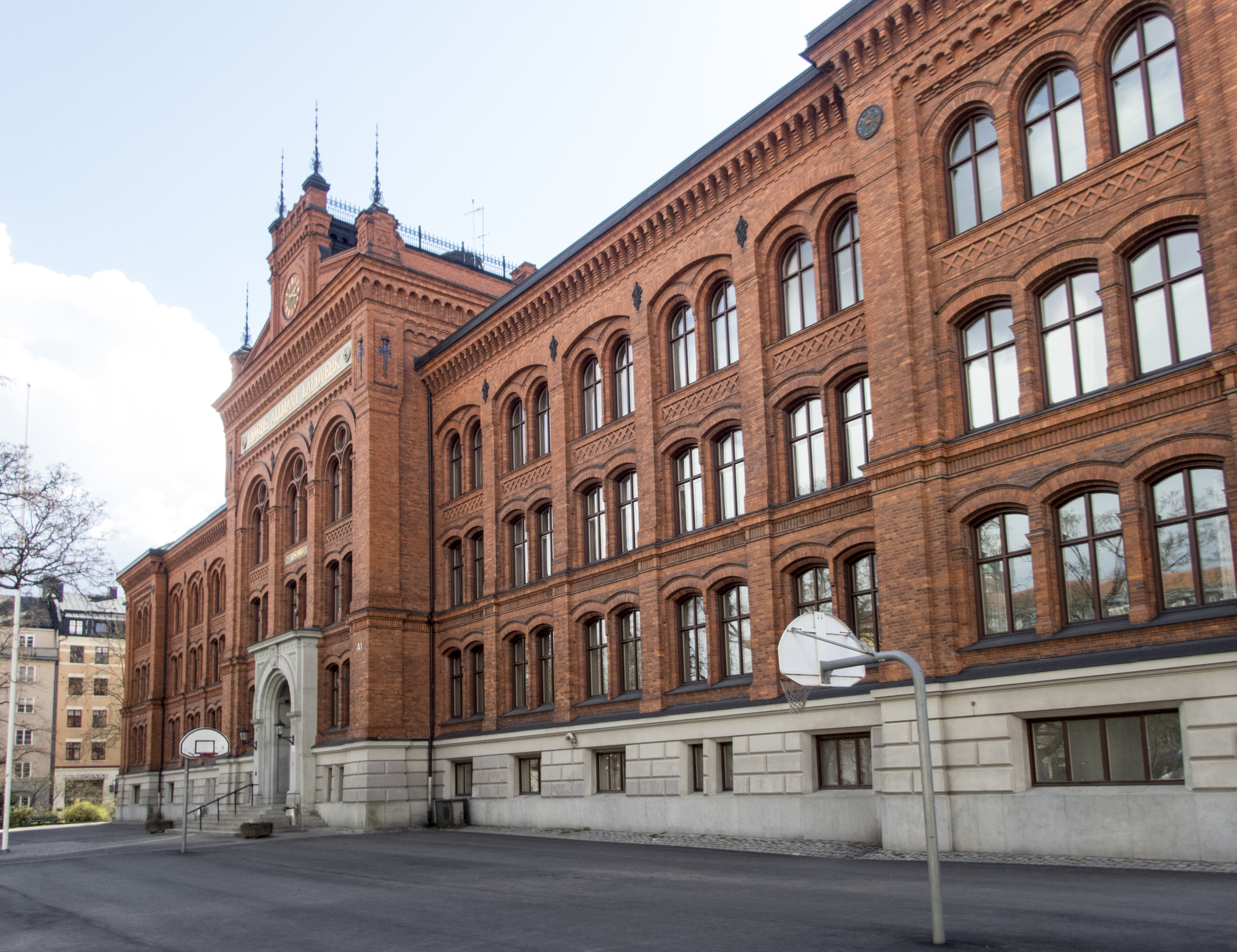
Norra Real
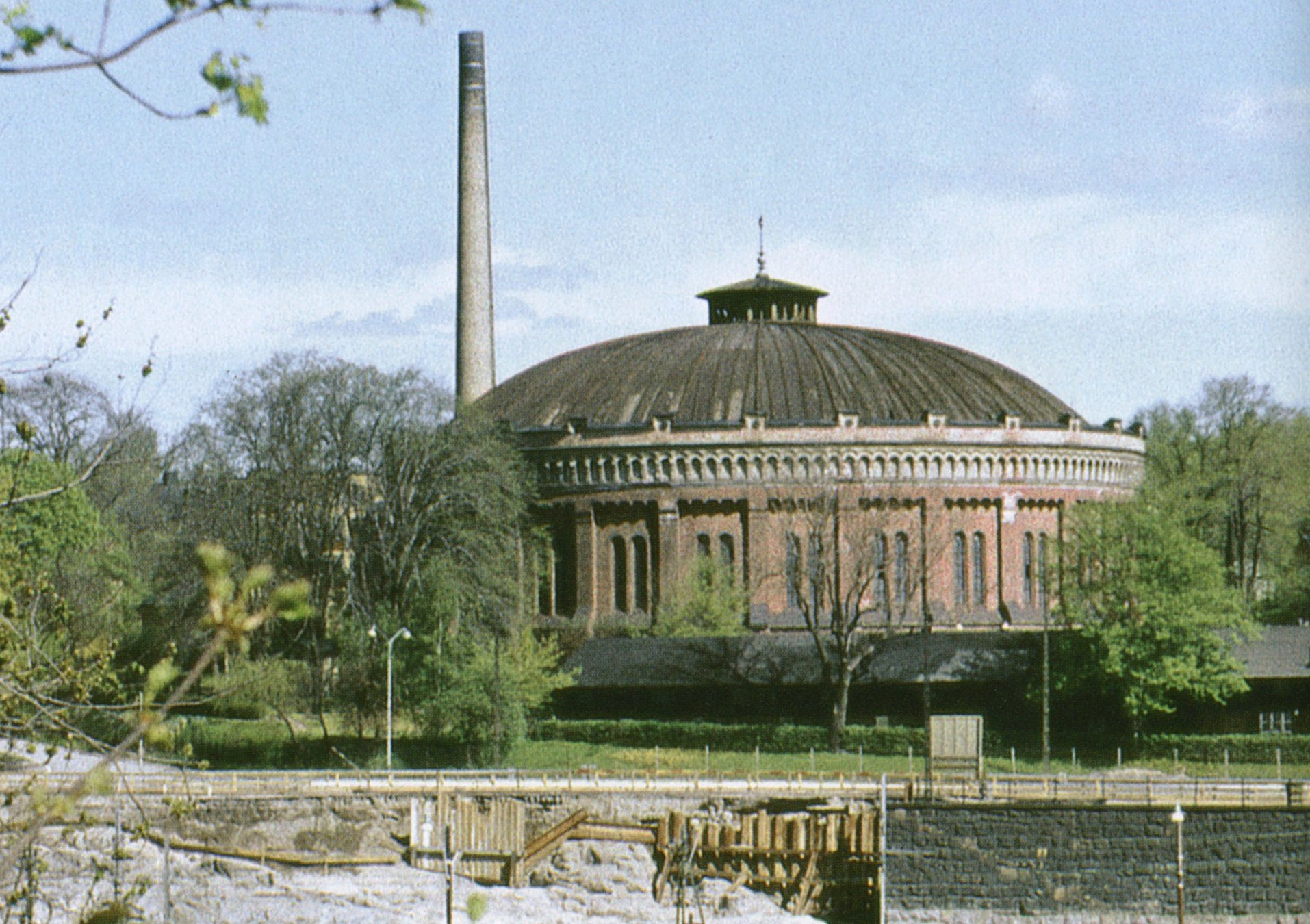
Gasklockan vid Sabbatsberg